# ایر نوناووت
ایر نوناوت (به انگلیسی: Air Nunavut) یک شرکت هواپیمایی است که در تاریخ ۱۹۸۹ میلادی تأسیس شده است.
دفتر مرکزی ایر نوناوت در ایکالویت و نوناووت واقع شده‌است.